# ムーアズ殺人事件
ムーアズ殺人事件（ムーアズさつじんじけん）は、1963年7月から1965年10月にかけて、イギリスのサドルワース・ムーア(en)（現在のグレーター・マンチェスター）で起きた連続殺人事件。
犯人はイアン・ブレイディ(Ian Brady)とマイラ・ヒンドリー(Myra Hindley)であり被害者の遺体をサドルワース・ムーアと呼ばれる荒野に埋めていたことから、この一連の殺人事件は「ムーアズ殺人事件」と呼ばれる。

## 概要
イアン・ブレイディは読書家の青年でありアドルフ・ヒトラーの『我が闘争』をドイツ語で読みこなし、マルキ・ド・サドの著書も好んでいた。1961年、職場で出会ったマイラ・ヒンドリーと交際を始め、共同で殺人を繰り返すことになる。2人は完全犯罪を目論み、犠牲者を増やしていった。

### 連続殺人事件
殺害されたのはポーリン・リード、ジョン・キルブライド、キース・ベネット、レスリー・アン・ダウニー、エドワード・エヴァンズの5名で、いずれも10歳から17歳の少年少女であった。また、彼らのうち少なくとも4名は性的暴行を受け、その様子を写真やテープに収められていた。
3人の遺体は1966年の2人の裁判から20年以上も経過した1987年の調査で発見されたが、キース・ベネットの遺体は未だ発見されていない。
殺害が発覚したのはヒンドリーの妹モリーンの夫デヴィッド・スミスが、ブレイディに依頼されエドワード・エヴァンズの殺害に加担したためである。スミスとモリーンは警察に通報し、ブレイディとヒンドリーは逮捕された。
警察は当初エドワード・エヴァンズ、レスリー・アン・ダウニー、ジョン・キルブライドの3名の殺害についてしか把握していなかったが、1985年に、ブレイディがポーリン・リード及びキース・ベネットの殺害について供述したことが報道されたのちに捜査を再開した。ブレイディとヒンドリーは2人別々にサドルワース・ムーアで実況見分を行い、ともにポーリン・リードとキース・ベネットの殺害を認めた。
裁判の結果、2人には仮釈放の可能性のない終身刑の判決が下された。イギリスでは最も重い刑罰であり、女性がこの刑を受けるのは史上初めてであった。

### 2人の最期
「全英最凶の女」と呼ばれたヒンドリーは、「自分は既に更生している」「社会に仇なす存在ではない」と主張して幾度となく釈放を訴えていたが、判決が覆ることはなく2002年に獄中にて60歳で死亡した（死因は心臓疾患及び気管支肺炎）。
ブレイディは1985年に精神異常との診断を受け、それ以来アシュワース高度保安病院に入院していた。ヒンドリーとは対照的に、彼は「絶対に釈放されたくはない」「獄中で死なせてくれ」と繰り返し、2017年5月に79歳で死亡した。
この殺人事件は、「『幼い頃から暴力というものにさらされ続けて屈折した女』と『サディスト嗜好のサイコパス男』によって起きた『悪い要因の連鎖』によるものだ」とカーディフ大学教授のマルコム・マクロッチは語っている。

### 学術的検討
再現ドラマの解説にて、桐生正幸が動機面について検討している。

## 関連作品
- おぞましい二人（1977年に刊行されたエドワード・ゴーリー作の絵本）
- サファー・リトル・チルドレン（ザ・スミスの楽曲。1984年発売のアルバムザ・スミスに収録）
- See No Evil: The Moors Murders（2006年のイギリスのテレビドラマ）